# Lucia Kimani
Lucia Kimani Mwahiki-Marčetić (Kajiado, Kenija, 21. lipnja, 1980.) je kenijska dugoprugašica koja je nastupala za BiH. Drži četiri državna rekorda u različitim trkačkim disciplinama, uključujući maraton. Trenutno živi u Prijedoru.[nedostaje izvor]
Predstavljala je Bosnu i Hercegovinu na olimpijskim igrama u Pekingu.

## Vanjske poveznice
- Profil Lucie Kimani na stranici IAAF-a